# Brinckheim
Brinckheim är en kommun i departementet Haut-Rhin i regionen Grand Est (tidigare regionen Alsace) i nordöstra Frankrike. Kommunen ligger i kantonen Sierentz som tillhör arrondissementet Mulhouse. År 2022 hade Brinckheim 408 invånare.

## Befolkningsutveckling
Antalet invånare i kommunen Brinckheim
| Referens: INSEE |